# Iglesia de El Salvador (Baeza)
La iglesia parroquial de El Salvador es una de las tres iglesias medievales extra muros que hoy sobreviven en la ciudad, siendo las otras dos San Pablo, y Santa María del Alcázar y San Andrés Apóstol. Junto a la desaparecida parroquia de San Vicente estructuraba el arrabal noroeste de la ciudad de Baeza: el que contaba con menor presencia de familias de la nobleza, por lo que este templo parroquial es el de fábrica más antigua y modesta. Forma parte del conjunto monumental renacentista de Baeza, que junto con el de Úbeda, fue declarado Patrimonio de la Humanidad por la Unesco en 2003.

## Evolución histórica
La parroquia de El Salvador queda documentada ya en 1311, aunque es posible que la edificación que ha sobrevivido -con distintas modificaciones- sea posterior, pues fue realizada en estilo gótico-mudejar. Posiblemente la estructura general que muestra el tempo corresponde al siglo XV. En el siglo XVI, se le añade, por iniciativa del obispo de Jaén, Esteban Gabriel Merino, una sencilla torre de buena sillería que se sitúa en el ángulo suroeste de la iglesia. También ese mismo año, con el mecenazgo de Antonio de Raya Navarrete, natural de Baeza, bautizado en esta iglesia, y que llegó a ser obispo de Cuzco, se inició una ampliación que debía englobar la iglesia existente por el norte y el oeste; esa ampliación no llegó concluirse, y de ella solo restan los muros perimetrales al norte y oeste del templo, como un gran patio.
En el siglo XVII, siguiendo las tendencias estilísticas del momento, se modificó su interior: la armadura y viguería de madera quedó oculta mediante una falsa bóveda de yeso, los arcos apuntados que separaban las tres naves del templo, quedaron rellenados para aparecer como de medio puntos, y los capiteles que los sostenían picados para permitir el agarre del yeso de las falsas bóvedas.
El estado de conservación del templo exigieron obras de consolidación que se realizaron entre 1968 y 1975, al tiempo que se recuperaban en parte las formas que habían quedado ocultas en las reformas del siglo XVII. También se eliminaron las capillas existente en el lado del evangelio (al noreste), abriendo grandes ventanales al patio que produjo la ampliación inacabada del siglo XVI; se abrieron también ventanas, imitando el gótico, en la fachada sur; ambas actuaciones han producido una gran iluminación en las naves del tempo, aunque se puede considerar que resultan inadecuadas al estilo del templo.

## Estado actual
La iglesia, que ocupa un rectángulo de 11,80 m de ancho por 35,80 m de largo, presenta tres naves separadas por arcadas cada una de ella de siete arcos ligeramente apuntados; delimitan pues en las naves ocho tramos. Los arcos se apoyan en columnas esbeltas de fuste liso y monolítico y con capiteles decorados con molduras esquinadas, en forma de gotas rasgadas; alguno parece original, aunque la mayoría han sido realizado siguiendo ese modelo.
Las arcadas se prolongan en el presbiterio de modo que en la cabecera de la iglesia se disponen tres espacios cubiertos por bóvedas esquifadas de ladrillo que se apoyan en los arcos perpiaños en que se prolongan las arcadas de las naves, y en arcos formeros que separan esos espacios de las naves. Los arcos formeros se apoyan en columnas cruciformes, adosándose a un pilar rectangular semicolumnas cilíndricas, con un capitel de una sola pieza con una decoración estilizada de palmetas parecida a las hojas de vid.
Las naves quedan cubiertas por una techumbre de madera, la nave central por una armadura de par e hileras con tirantes, y las laterales por faldones con pendiente hacia el exterior; la carpintería ha sido rehecha en la obras de conservación de los años 1968 y 1975, quedando algunos vestigios de la original.
La torre campanario tiene planta cuadrada, situada en el vértice suroeste de la iglesia, sobresaliendo tanto de la fachada sur y como de la oeste; queda cubierta a cuatro aguas. Dos impostas con molduras de caveto bajo un sencillo listel, marcan en la torre tres cuerpos en vertical, en el intermedio se abre una ventana rectangular que da luz a la escalera; y en el superior, en cada una de las caras, un arco de medio punto aloja las campanas. En las aristas de la cara sur del cuerpo intermedio se sobrepone a media altura un escudo episcopal, posiblemente del que ordenó la construcción de la torre. 
En la fachada sur, correspondiendo con el quinto tramo de las naves, se sitúa un cuerpo saliente con una portada abocinada, con tres arquivoltas apuntadas apoyadas en las correspondientes columnas sobre un plinto. El tejaroz, muestra una moldura simple de caveto.

## Imaginería
En ella residen dos hermandades de penitencia cuyas imágenes forman parte destacada del patrimonio artístico de la parroquia: 
- A la Ilustre Cofradía de la Humildad de Nuestro Señor Jesucristo y Nuestra Señora de los Dolores del Rosario pertenece la interesante talla manierista de finales del siglo XVI o principios del XVII, del Cristo de la Humildad que acompaña una dolorosa del imaginero Manuel Hernández León.
- Por su parte, a la Cofradía Religiosa del Santísimo Cristo de la Columna y María Santísima de la Salud, Amargura y Esperanza pertenece la Virgen de las Lágrimas, obra del imaginero Luis Álvarez Duarte que acompaña a la imagen de Cristo tallada por Amadeo Ruiz Olmos.

Entre las esculturas que se conservan en templo destaca también:
- Un bajorrelieve de mármol ovalado, del siglo XVIII, de estilo italianizante, situado sobre la puerta de la sacristía, representa a la Virgen de Val de Haro.[4]
- Una pequeña talla de la Inmaculada, en madera, situada en el centro del retablo del altar del lado de la epístola.[4]

## Galería de imágenes

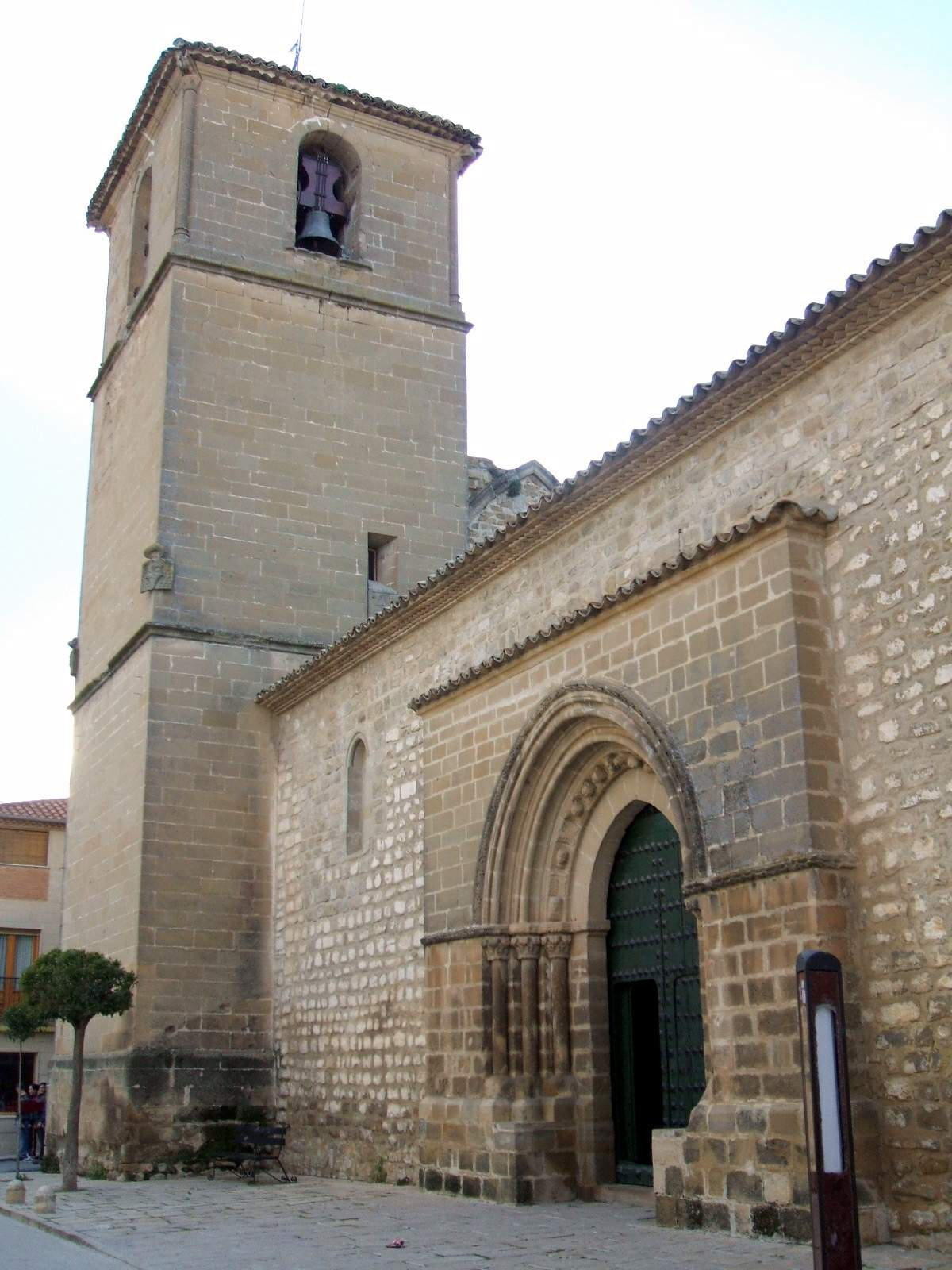
Fachada principal de la iglesia
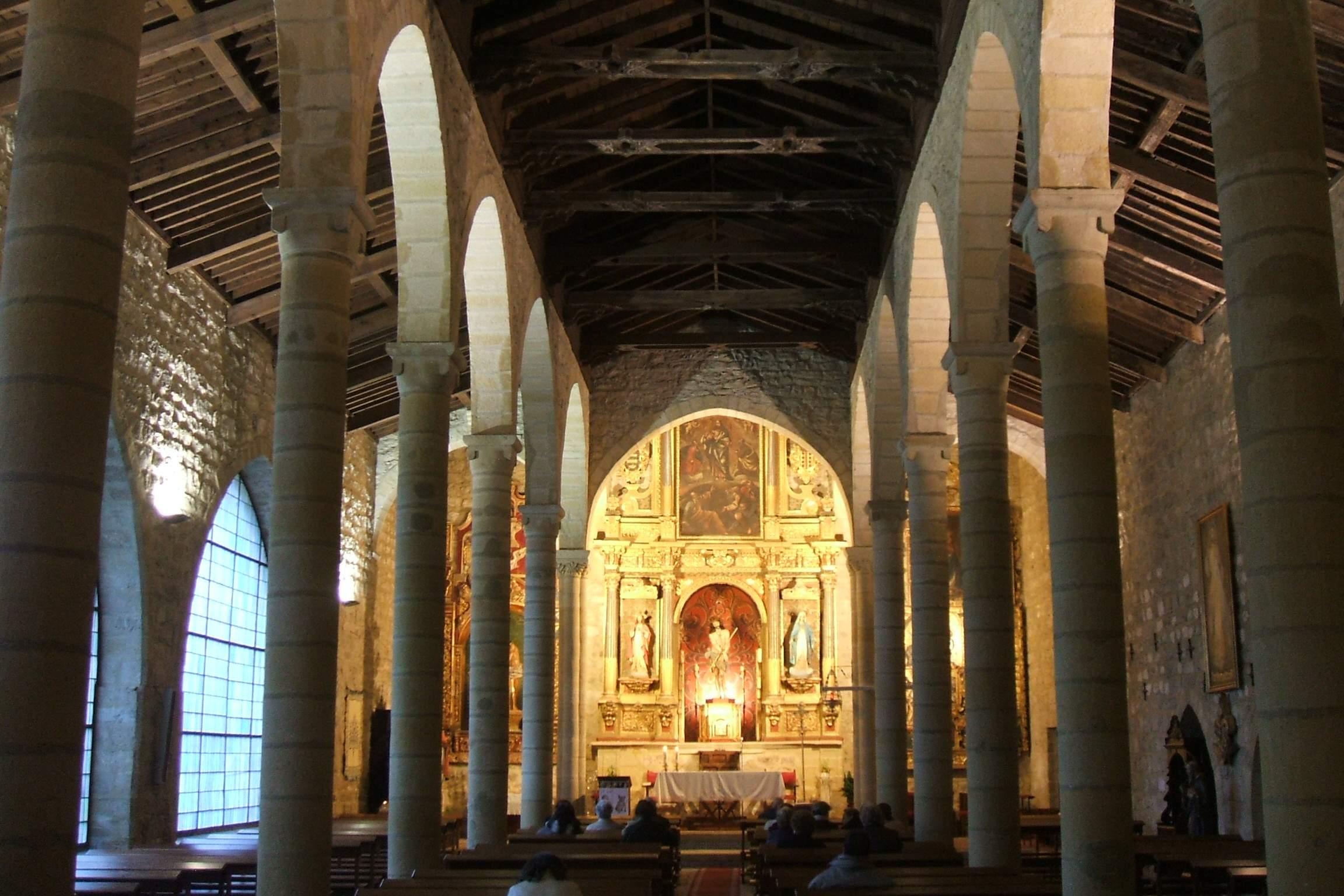
Las tres naves del templo.
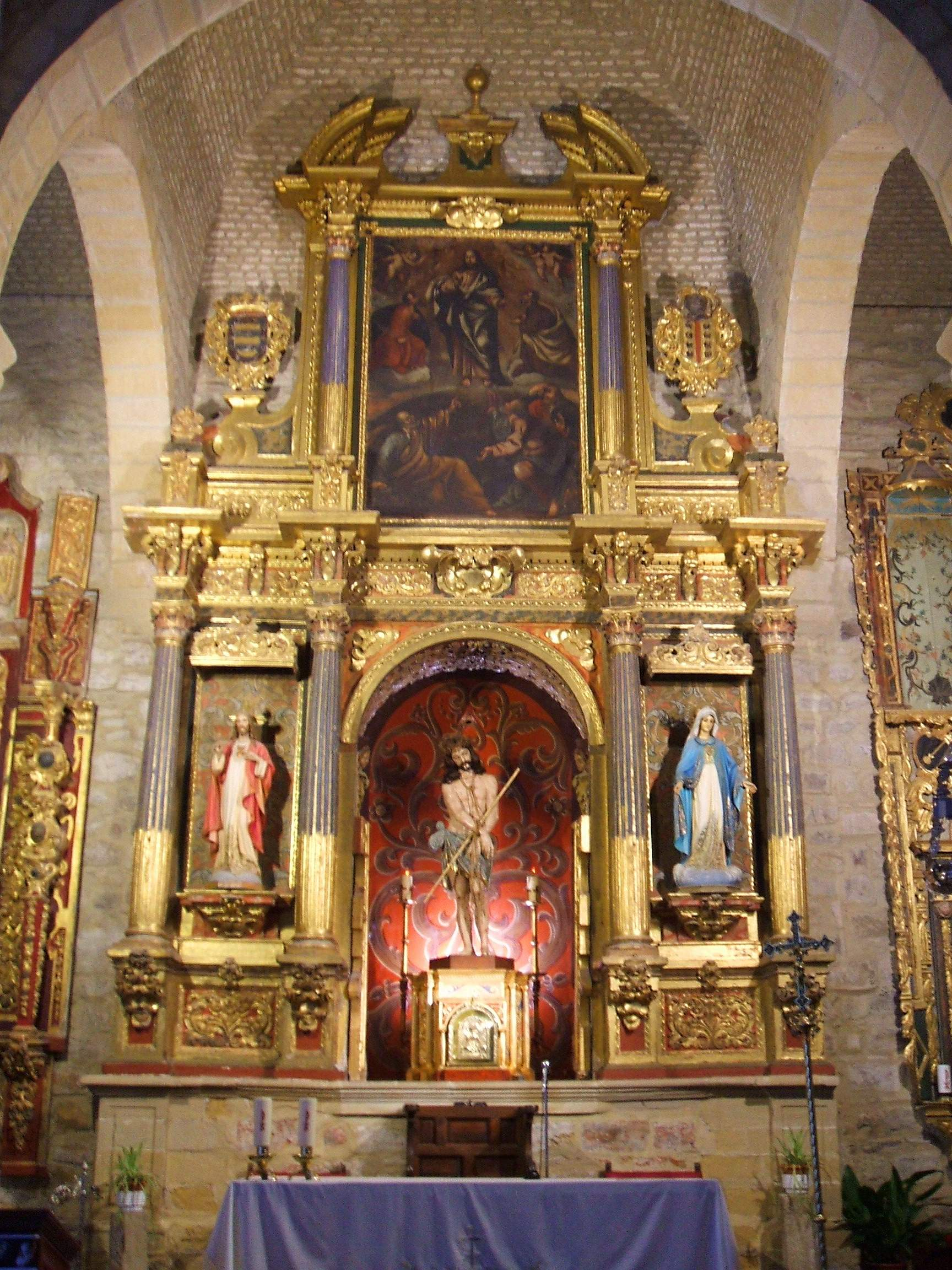
Retablo principal, con la imagen del Cristo de la Humildad
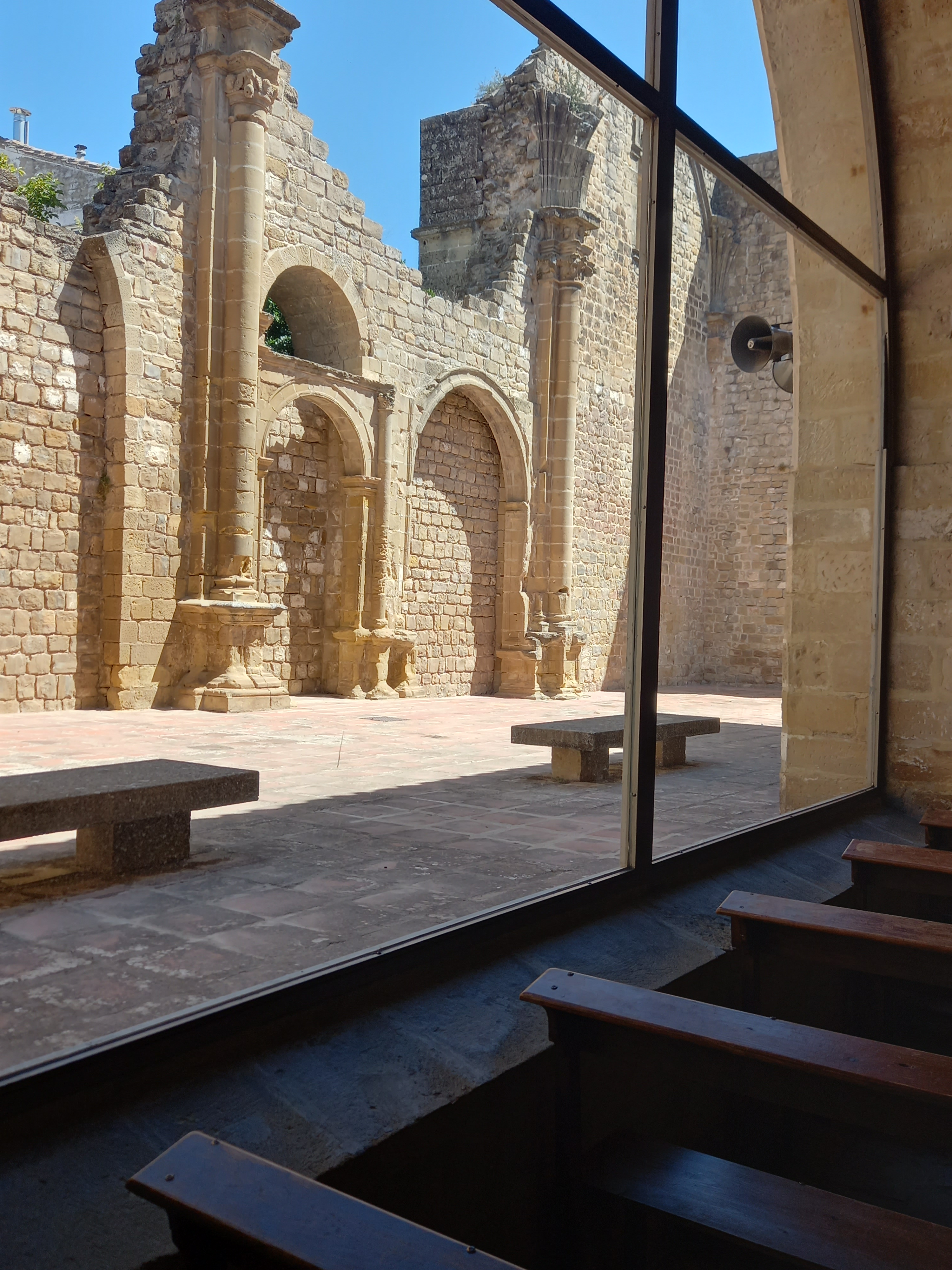
Muros de la ampliación del templo inacabada.
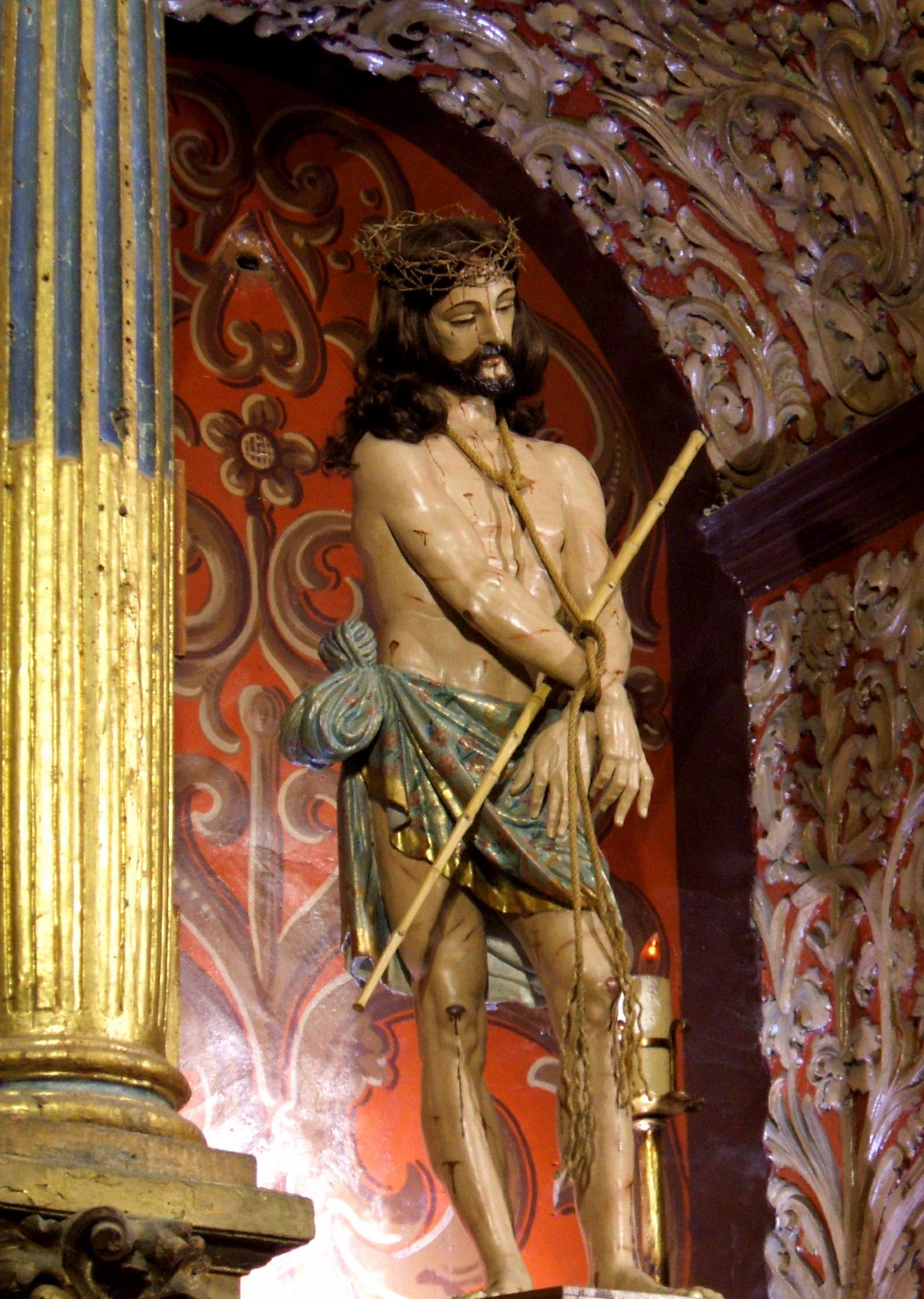
Imagen del Cristo de la Humildad
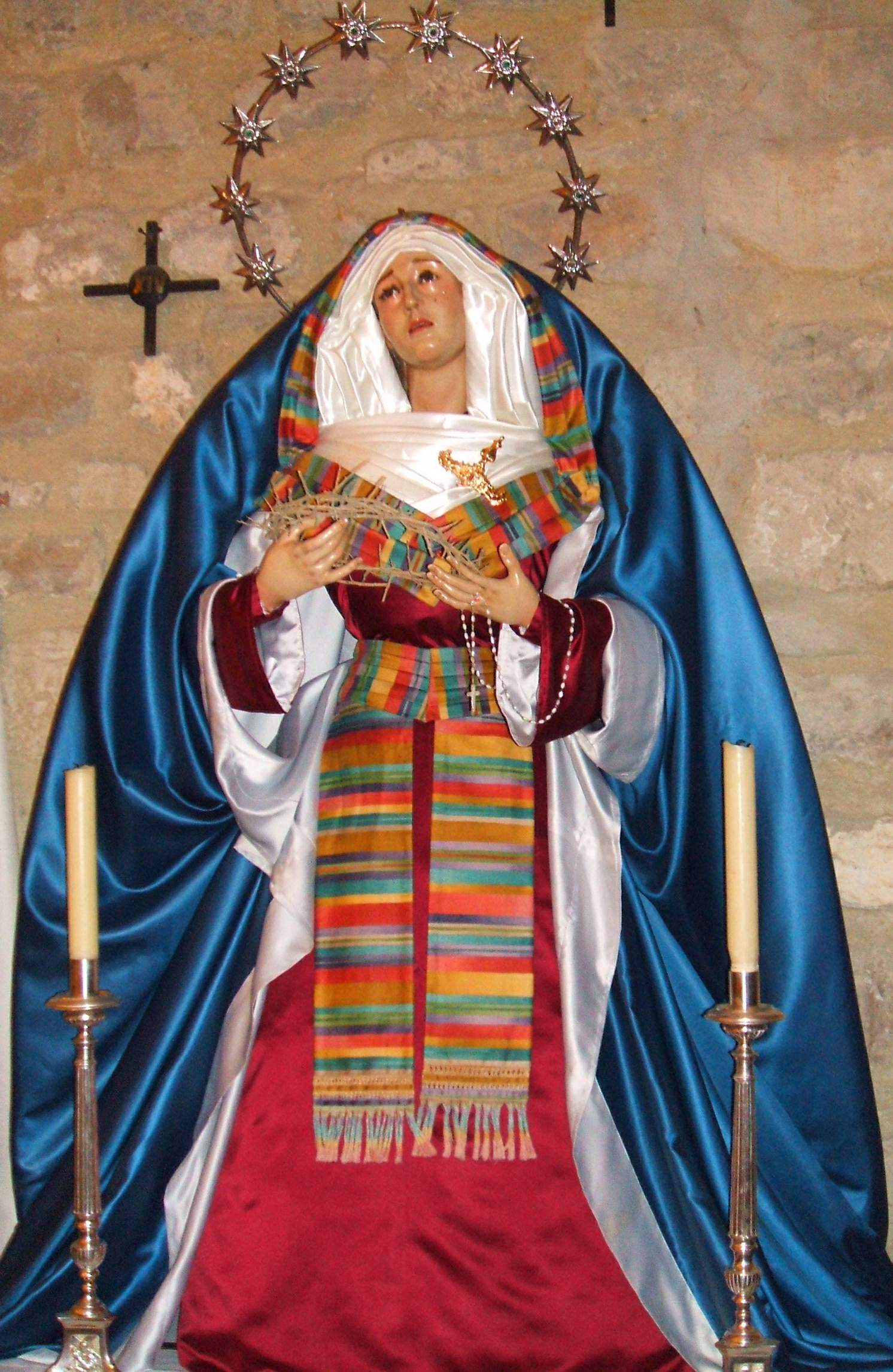
Imagen de Nuestra Señora de los Dolores del Rosario